# Outpost Kaloki
Outpost Kaloki est un jeu vidéo de type city-builder développé et édité par NinjaBee, sorti en 2004 sur Windows, Xbox 360 et iOS.
Une version améliorée titrée Outpost Kaloki X est sortie en 2005.

## Accueil
- GameSpot : 7,1/10[1]
- IGN : 7,9/10[2]